# Colletes bytinskii
Colletes bytinskii là một loài Hymenoptera trong họ Colletidae. Loài này được Noskiewicz mô tả khoa học năm 1955.